# The Sounds diskografi
The Sounds är en svensk rockgrupp bildad i Helsingborg 1999. Bandet har gett ut fem studioalbum, en digital EP och 13 singlar.

## Studioalbum
| År   | Albuminformation | Högsta listplaceringar | Högsta listplaceringar | Högsta listplaceringar | Högsta listplaceringar | Högsta listplaceringar | Högsta listplaceringar | Högsta listplaceringar | Certifikat     |
| År   | Albuminformation | SWE                    | CH                     | GER                    | FIN                    | NOR                    | UK                     | US                     | Certifikat     |
| ---- | --- | ---------------------- | ---------------------- | ---------------------- | ---------------------- | ---------------------- | ---------------------- | ---------------------- | -------------- |
| 2002 | Living in America - Släppt: 11 november 2002 - Skivbolag: Warner Music Sweden - Format: CD, digital nedladdning                       | 3                      | -                      | -                      | -                      | 23                     | -                      | -                      | - SWE: Platina |
| 2006 | Dying to Say This to You - Släppt: 15 mars 2006 - Skivbolag: Warner Music Sweden - Format: CD, digital nedladdning, vinyl             | 8                      | -                      | -                      | 27                     | -                      | 89                     | 107                    |                |
| 2009 | Crossing the Rubicon - Släppt: 2 juni 2009 - Skivbolag: Warner Music Sweden/Arnioki Records - Format: CD, digital nedladdning         | 14                     | -                      | -                      | 4                      | -                      | -                      | 64                     |                |
| 2011 | Something to Die For - Släppt: 29 mars 2011 - Skivbolag: Warner Music Sweden/Arnioki Records - Format: CD, digital nedladdning, vinyl | 14                     | 96                     | 86                     | 10                     | -                      | -                      | 140                    |                |
| 2013 | Weekend - Släppt: 8 november 2013 - Skivbolag: Warner Music Sweden/Arnioki Records - Format: CD, digital nedladdning, vinyl           | 35                     | -                      | -                      | 42                     | -                      | -                      | -                      |                |

## EP-skivor
| År   | Album                                                                          |
| ---- | ------------------------------------------------------------------------------ |
| 2006 | Live - Släppt: 30 maj 2006 - Skivbolag: New Line - Format: digital nedladdning |

## Singlar
| År   | Titel                          | Högsta listplaceringar | Högsta listplaceringar | Högsta listplaceringar | Album                    |
| År   | Titel                          | SWE                    | SWE Tracks             | FIN                    | Album                    |
| ---- | ------------------------------ | ---------------------- | ---------------------- | ---------------------- | ------------------------ |
| 2002 | "Fire / Hit Me!"               | 26                     | -                      | -                      | Living in America        |
| 2002 | "Living in America"            | 3                      | 2                      | -                      | Living in America        |
| 2003 | "Rock 'n Roll"                 | 27                     | 1                      | -                      | Living in America        |
| 2003 | "Seven Days a Week"            | 20                     | 2                      | -                      | Living in America        |
| 2006 | "Song with a Mission"          | 22                     | 3                      | -                      | Dying to Say This to You |
| 2006 | "Painted by Numbers"           | -                      | 5                      | -                      | Dying to Say This to You |
| 2006 | "Queen of Apology"             | -                      | -                      | -                      | Dying to Say This to You |
| 2006 | "Tony the Beat (Push It)"      | -                      | 9                      | -                      | Dying to Say This to You |
| 2009 | "No One Sleeps When I'm Awake" | 26                     | 4                      | -                      | Crossing the Rubicon     |
| 2010 | "Beatbox"                      | -                      | -                      | -                      | Crossing the Rubicon     |
| 2011 | "Better Off Dead"              | -                      | -                      | 6                      | Something to Die For     |
| 2011 | "Something to Die For"         | -                      | -                      | -                      | Something to Die For     |
| 2011 | "Dance with the Devil"         | -                      | -                      | -                      | Something to Die For     |
| 2013 | "Shake Shake Shake"            | -                      | -                      | -                      | Weekend                  |